# كارل كريستيان نادلر
كارل كريستيان جوتفريد نادلر (بالألمانية: Karl Christian Gottfried Nadler) ( ولد في هايدلبرغ 19 أغسطس 1809- ومات فيها 26 أغسطس 1849) شاعر كان يكتب بلهجة منطقة بفالتس. كما كان أيضا قانونيا.

## حياته
درس نادلر الحقوق من عام 1826 حتى عام 1831 في جامعة روبريشت كارل في هامبورغ. وعمل بعد ذلك محاميا في مدينة مولده هايدلبرغ. ومات نادلر في عام 1849.

## أدبه
عرف نادلر بقصائده الهجائية التي كان يكتبها بلهجة بفالتس, والتي كان يسخر فيها من ثورة مارس 1848. وقد تعرض نادلر بسسب هذه القصائد الساخرة لمحاولة اغتيال، قام بها اثنين من الثوار.

## أعماله
1. Fröhlich Palz; Gott erhalt's
2. Guckkasten-Lied vom großen Hecker